# Красное Польцо (Мордовия)
 Красное Польцо  — посёлок в Дубёнском районе Мордовии в составе Чеберчинского сельского поселения.

## География
Находится на расстоянии примерно 12 километров по прямой на восток от районного центра села Дубёнки.

## История
Основан в 1918 году переселенцами из села Чеберчино. В 1929 году здесь был организован колхоз «Красное Польцо»

## Население
| 2002 | 2010 |
| ---- | ---- |
| 10   | ↘7   |

Постоянное население составляло 10 человек (русские 90 %) в 2002 году, 7 в 2010 году.